# Ori (Tolkien)
Orí is een fictief persoon uit het boek De Hobbit van de Engelse schrijver J.R.R. Tolkien.
Hij is een van de dertien dwergen die samen met Bilbo Balings hun rijk onder de eenzame berg gingen heroveren. Hij hoorde net als Bifur en Bombur niet tot de lijn van Durin maar wel tot zijn Volk. Nadat Erebor in glorie was hersteld dachten de Dwergen dat zij de kracht en macht hadden om nog iets groots te doen: Khazad-dûm heroveren. Hij ging samen met Balin, Óin en nog vele anderen op weg naar het oude dwergenkoninkrijk Khazad-Dûm op zoek naar Mithril. Net als alle anderen kwam hij daar om: hij werd gegrepen door de Wachter in het water. In de film werd Ori niet gegrepen door de Wachter, maar gedood in de Kamer van Mazarbul, naast Balins tombe met het Boek van Mazarbul in zijn hand.
Dwergen: Balin · Bifur · Bofur · Bombur · Dori · Dwalin · Fíli · Glóin · Kíli · Nori · Óin · Ori · Thorin Eikenschild
Bilbo Balings, een hobbit · Gandalf, een tovenaar